# Agneta Lagercrantz
Elsa Agneta Lagercrantz, född 9 februari 1956 i Ny i Värmlands län, är en svensk journalist och författare.
Agneta Lagercrantz var anställd i Svenska Dagbladet 1979–2014 och arbetade där på bland annat näringslivsredaktionen och sedan 2000 med livsåskådningsfrågor och psykologi. 2013 blev hon redaktör för Idagsidan. För artiklar införda under 2002 fick hon John Templeton European Religion Writer of the Year Award som årligen delas ut för framstående och varierad rapportering om religionsfrågor i sekulär press. Sedan 2014 arbetar hon som författare, frilansjournalist och föreläsare.
Agneta Lagercrantz är dotterdotter till överståthållaren Johan Hagander.